# Victoria Draves
Victoria Draves (San Francisco (California), Estados Unidos, 31 de diciembre de 1924-11 de abril de 2010) fue una clavadista o saltadora de trampolín estadounidense especializada en trampolín de 3 metros y plataforma de 10 metros, donde consiguió ser campeona olímpica en 1948 en ambas pruebas.

## Carrera deportiva
En los Juegos Olímpicos de 1948 celebrados en Londres (Reino Unido) ganó la medalla de oro en los saltos desde el trampolín de 3 metros, con una puntuación de 108 puntos, por delante de las saltadores también estadounidenses Zoe Ann Olsen y Patsy Elsener; y también ganó el oro en la plataforma de 10 metros, por delante de nuevo de Patsy Elsener y de la danesa Birte Christoffersen.